# Кравчук Михайло Пилипович
Миха́йло Пили́пович Кравчу́к  (27 вересня (10 жовтня) 1892, Човниця, Волинська губернія — 9 березня 1942, концтабір ГУЛАГ СССР) — український математик, академік АН УРСР (з 1929), доктор фізико-математичних наук (з 1924), професор Київського політехнічного інституту. Засновник школи українських конструкторів ракетної та космічної техніки (академік Архип Люлька, Сергій Корольов та Володимир Челомей). Співавтор першого тритомного словника української математичної термінології.

## Біографія

Кравчук М. П. Метрична виписка про народження

Народився 27 вересня 1892 р. у селі Човниця на Волині в сім'ї землеміра, сина шевця (у деяких джерелах помилково вказана інша дата — 30 вересня). Початкову освіту здобуває вдома. Як згадувала Анастасія Соколюк, жінка, що замолоду три роки мешкала в оселі Кравчуків, «…у сім'ї розмовляли тільки українською мовою, хоч мати навчала дітей і польської, і французької, і німецької, привчала усіх своїх дітей — Костянтина, Вікторію, Михайла, Єву — до порядку та дисципліни. Михайло ріс дуже рухливим і веселим…»
Мати Михайла — освічена жінка, володіла кількома іноземними мовами, добре знала світову літературу, історію, грала на фортепіано, була доброю, чуйною, життя присвятила вихованню дітей. Чарівна природа, пісні — живий літопис, у якому знайшли яскраве відтворення героїчна історія волинського краю, дивовижні легенди будили серце та душу, формували гострий розум майбутнього науковця..
1901 р. перебирається до Луцька, де в 1910 р. закінчує з золотою медаллю гімназію. Цього року він вступає на фізико-математичний факультет Університету Святого Володимира . Кравчука звільнили від плати за навчання, він отримував стипендію 50 карбованців, бо всі іспити складав на «весьма удовлетворительно» («відмінно»).
Студент Кравчук підтримував ідею національного відродження. Він любив проводити вечори в Українському клубі (вул. Велика Володимирська, 42), у Народному домі на Лук'янівці, де український театр під керівництвом Михайла Старицького ставив свої вистави. Відвідував і засідання студентського громадського об'єднання «Українська громада». Програмні завдання щодо культурного відродження української нації стосувались організації наукових українських гуртків, систематизації української наукової термінології, заснування українських кафедр при університеті та ін.
Чотири роки пізніше Михайло Кравчук закінчує університет з дипломом І ступеня. Професор Дмитро Граве вважає його одним з найталановитіших своїх учнів і просить залишити при університеті як професорського стипендіата для підготовки до наукової та викладацької роботи.

### Викладацька і наукова діяльність
5 вересня 1917 р. прочитав свою першу т. зв. пробну лекцію з предмету чистої математики «Про функції, що справджують теорему додавання», а через два дні — першу лекцію з курсу теорії множин і одержав звання приват-доцента. Кілька тижнів раніше надія української науки успішно склала магістерські екзамени. Національно-культурне й державне відродження України після повалення царату не пройшло повз увагу молодого вченого. Він викладає математичні дисципліни в І і II українських гімназіях у Києві, Українському народному університеті. Він стає, між іншим, членом комісії математичної термінології при Інституті української наукової мови УАН.
1919 року Михайло Кравчук публікує курс лекцій з геометрії, що він їх прочитав в Українському народному університеті. Цього ж року опубліковано перший переклад українською мовою широковідомого підручника з геометрії Кисельова, здійснений Михайлом Кравчуком… У другій половині 20-х років підкомісія математичної секції природничого відділу Інституту української наукової мови під головуванням Михайла Кравчука створить тритомний математичний словник.
Архип Люлька був звичайним сільським хлопцем, якого Михайло Пилипович помітив, працюючи директором школи в селі Саварка (нині Богуславський район, Київська область) у 1920—1921 роках. Він долучив талановитого хлопця до науки, розвинув його таланти. Дочка Люльки, Лариса Архипівна, писала: «Ім'я Михайла Пилиповича Кравчука я знала з самого раннього дитинства… Безсумнівно, Михайло Пилипович був не тільки великим Математиком, а й справжнім Учителем, володів божим даром — знаходити таланти і розвивати їх».
Молодий одеський робітник Сергій Корольов своїм навчанням у Київському політехнічному інституті зобов'язаний саме Михайлові Кравчуку, чиє втручання допомогло подолати бюрократичні перепони. Сучасні математики Юрій Рудавський (ректор Національного університету «Львівська політехніка» з 1991 до 2007-го) і А. Прикарпатський з цього приводу відзначали: «І хто знає, чи зумів би стати Корольов першим конструктором космічних кораблів, якби не участь і наукова школа академіка Михайла Кравчука».
Одна за одною з'являються друковані праці Михайла Кравчука. Ряд глибоких результатів з теорії білінійних форм та лінійних перетворень завершується докторською дисертацією «Про квадратичні форми та лінійні перетворення», яку вчений блискуче захищає 14 грудня 1924 р. Це був перший в УРСР захист докторської дисертації. 1925 року Михайлу Кравчукові було присвоєно звання професора. Далі Кравчук займається питанням узагальненої інтерполяції. Доповідь про свої висновки він зачитав на II Міжнародному математичному конгресі в Торонто в 1924 р. Через чотири роки український вчений їде на Міжнародний математичний конгрес в Італію. Дорогою виступає на засіданні Математичного товариства в Парижі.
У 1929 році кандидатуру Кравчука висувають у дійсні члени Всеукраїнської академії наук. Кандидатом до ВУАН його висунуло понад сто організацій.
Відомий учений і вчитель Кравчука Дмитро Граве у своїй рекомендації писав:
|  | Я пропоную громадським організаціям звернути особливу увагу на кандидатуру доктора математики професора Михайла Кравчука, одного з найталановитіших моїх учнів, автора кілька десятків не раз відзначуваних та премійованих праць… Ще студентом він відзначався дослідами з обсягу алгебри, продовживши важливі праці деяких німецьких математиків, що мають можливе застосування в геометрії, механіці та математичній фізиці. |

Із характеристики на М. Кравчука, надісланої до ВУАН 1929 року у зв'язку з висуненням його кандидатури в дійсні члени Академії:
|  | … Майже жодне явище в створенні математичної науки (в Україні) не сталося без його участі, … ані закладалися перші українські університети (народний і державний), … ані утворювалася математична термінологія або наукова мова — нічого цього не робилося без найактивнішої участі Михайла Кравчука |

29 червня 1929 р. на засіданні Ради Академії Михайла Кравчука одностайно обрано дійсним членом ВУАН. Він став наймолодшим академіком — у віці 37 років.
Михайло Кравчук — автор понад 180 наукових робіт, в тому числі більше десятка монографій з різних галузей математики. Його наукові результати дістали міжнародне визнання. Український учений одержав фундаментальні результати в теорії ймовірностей, пов'язані з біномінальним розподілом. Саме він увів многочлени цього розподілу, відомі тепер у світовій математиці як многочлени Кравчука. Михайло Кравчук одержав багато нових результатів в області інтерполяції та механічних квадратур, зокрема повністю розв'язав питання про визначення механічної квадратури її коефіцієнтами та коефіцієнтами квадратур нижчих порядків.
Він одержує низку глибоких результатів із теорії функцій дійсної та комплексної змінних, теорії диференціальних та інтегральних рівнянь, теорії імовірностей та математичної статистики, видає підручники для вищої школи, публікує статті з методики викладання математики, історії математики, філософії, постійно працює над удосконаленням математичної термінології та ін. Результати друкує в наукових виданнях НТШ (1925), є членом математичних товариств Німеччини (1927), Франції (1927), Палермо (Італія, 1927).
Михайла Кравчука запрошують до безпосередньої роботи у ВУАН, де він очолює комісію математичної статистики, обіймає посаду Вченого секретаря Президії академії. Він — один із засновників Інституту математики (1934 р.), там є завідувачем відділу математичної статистики. Водночас він — член управи Київського інституту народної освіти, декан факультету професійної освіти, активний громадський діяч, член секції наукових працівників міської Ради, організатор першої в Україні математичної олімпіади школярів (1935). 1936 р. він співпрацює з українським науково-дослідним інститутом педагогіки, часто виступає з лекціями перед учнями та вчителями, студентами, друкується в газетах.
Академік Михайло Кравчук свою різнобічну наукову діяльність розглядав як справу патріотичну, як справу громадянську. «Моя любов — Україна і математика» — любив наголошувати М. Кравчук.

### Окупаційний терор СССР
1936 р. на Кравчука пише донос молодший колега С. Фещенко.
1937 у пресі з'являються погромні статті проти вченого. Деякі з них підписує і його колишній вчитель Дмитро Граве. Михайла Кравчука звинувачують у націоналізмі, шпигунстві. У газеті «Комуніст» опублікували матеріал про те, що Кравчук «рекламує ворогів». Він нібито позитивно відгукувався щодо результатів роботи математиків, заарештованих співробітниками НКВС як «ворогів народу». Серед них був Володимир Можар, учень Михайла Пилиповича. Згодом представники окупаційної радянської влади організовують показові ганебні судилища. Йому закидають листування з «польськими запроданцями» М. Зарицьким та М. Чайковським. 21 лютого 1938 року Михайла Кравчука заарештували працівники НКВС СРСР.
23 вересня 1938 р. росіяни засудили вченого до 20 років в'язниці та 5 років заслання. Судове засідання тривало півгодини. В останньому слові вчений просив дати йому можливість закінчити розпочату працю з математики. З Лук'янівської в'язниці його відправляють до Владивостока і далі у трюмі суховантажного судна «Джурма» морем — на Колиму, у ті лиховісні колимські золоті копальні, зокрема і в Мальдяк, де норми були утридцятеро більшими, ніж у каторжан за царя… Остання адреса Михайла Кравчука: Магадан, Хабаровський край, 72-й кілометр, Інвалідне містечко. 9 березня 1942 року Михайла Кравчука не стало… («вже мертвого Кравчука вранці тричі бив наглядач металевою палицею, щоб ставав до роботи», — свідчив сусід по нарах М. Попов). У документі «компетентних» органів засвідчено: «Зек Кравчук М. Ф., личное дело № 238943, зарыт на глубине 1,5 метра головой на запад от командировки 1250 метров на север». Професор Ніна Вірченко у своїй статті про Кравчука в тижневику «Слово Просвіти» зазначила: "4 січня 2012 отримала листа від Богдана Пирога (із м. Магадан) такого змісту: «Завершую роботу із розшуку могили великого Кравчука. Він похований на цвинтарі недалеко від лікарні на „23“ кілометрі. Це в стороні від основної колимської траси. Нині ця лікарня пристосована для душевнохворих»".

### Реабілітація
15 вересня 1956 р., за низкою раніше безуспішних клопотань дружини Михайла Кравчука — Есфіри Йосипівни (1894—1957), вченого було реабілітовано «за відсутністю складу злочину», а в 1992 р. поновлено в складі дійсних членів Академії наук України.
Один із учнів М. Кравчука професор Олександр Смогоржевський писав у своїх споминах «Камінці з мозаїки мого життя» (1968):
|  | Та набагато сумніша доля Михайла Пилиповича, якому я так багато зобов'язаний. Гіркота цієї втрати досі пече моє серце вогнем, і час не може загасити його. Адже цю, виключно обдаровану, надзвичайно чесну людину, що була у розквіті творчих сил, зацькували, облили брудом, примусили до каторжних робіт, піддали тортурам і вбили. Не можна цього забути. Ганьба ворогам Михайла Пилиповича, що бачили в його особі небезпечного конкурента і всіма правдами і неправдами прагнули усунути його. Ганьба й тим, хто потурав їм, вигадуючи у припадку якоїсь божевільної вакханалії нові й нові наклепи на нього. Мир його світлій пам'яти! …Багато разів мені снилося, ніби я зустрічаю Михайла Пилиповича, коли він прибуває із Сибіру до Києва, – то веселий, то сумний, то бадьорий, то пригнічений. Минув час, і він справді був виправданий, але реабілітація надто запізнилася: її випередила смерть Михайла Пилиповича. |

Учасник багатьох міжнародних математичних конгресів. Мав широкі контакти із світовою математичною громадськістю. Наукові праці стосуються алгебри, математичного аналізу, диференціальних та інтегральних рівнянь, теорії функцій та інших розділів математики.

## Внесок у науку

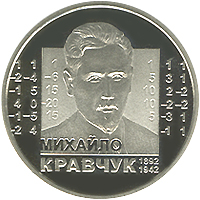
«Михайло Кравчук» — монета України 2012 року

Відомо, що Джон Вінсент Атанасов під час створення першого комп'ютера користувався з наукового доробку Кравчука. Про це випадково дізнався бібліограф українського вченого д-р Іван Качановський з Вашингтона.
«Я знайшов листа американського вченого до М. Кравчука, де він пише, що користався його матеріалом», — згадує д-р І. Качановський. Тільки в 2001 р. праці Кравчука були використані в Америці у 15 наукових статтях.
Учень Кравчука, конструктор Сергій Корольов став світової слави вченим. Уже в 21 сторіччі ЮНЕСКО внесла ім'я Михайла Кравчука до переліку найвизначніших осіб.
Михайло Кравчук не обмежувався дослідницькою роботою. Йому належить велика роль у розвитку математичної освіти як на рівні середньої, так і вищої школи, у розробці української математичної термінології, в організації наукового життя в добу першого пореволюційного відродження в Україні. Він відомий ще й тим, що першим в Україні почав писати математичні праці українською мовою, за що був оголошений «націоналістом» і запроторений до більшовицьких концтаборів.
Розділи теоретичної і прикладної математики, у яких знайшли своє застосування здобутки Кравчука:
- Випадкові блукання. Симетричні матриці Кравчука та біноміальні сподівання.
- Мартингали. Поліноми Кравчука і мультиноміальні розподіли.
- Алгебри Лі та поліноми Кравчука.
- Групи Лі. Відбиття. Матриці Кравчука та групові елементи.
- Квантова ймовірність та тензорна алгебра. Матриці Кравчука як власні вектори.
- Коефіцієнти Клебша-Гордана та поліноми Кравчука.
- Перетворення Кравчука.
- Поліноми Кравчука як гіпергеометричні функції.
- Гаусові квадратури. Нулі поліномів Кравчука. Сумація Гаусса-Кравчука.
- Теорія кодування.

Упродовж останніх років з'явилися несподівані, на перший погляд, застосування наукових здобутків Кравчука в прикладній математиці та комп'ютерних науках. Географія відповідних досліджень дуже широка. Обмежимося лише кількома прикладами.
Так у 2003 році науковці електроінженерного факультету Університету Малайї (Куала-Лумпур, Малайзія) запропонували новий метод обробки та реконструкції зображень за допомогою моментів Кравчука. На ряді експериментів із відновлення образів об'єктів вони підтвердили суттєві переваги використання інваріантів моментів Кравчука як в умовах відсутності, так і за присутності шумів.
На III Міжнародному симпозіумі з 3-вимірної обробки даних, візуалізації та передачі інформації (The Third International Symposium on 3D Data Processing, Visualization, and Transmission) у 2006 році група грецьких учених доповіла про 3-вимірні пошукові алгоритми, що базуються на тривимірних моментах Кравчука, і мають на меті здійснення обробки тривимірних зображень.
У 2009 році на Міжнародній спільній конференції з нейронних мереж (Атланта, Джорджія, США) групою французьких, американських та німецьких вчених була зроблена доповідь, в якій, зокрема, була показана ефективність застосування зважених 3-вимірних моментів Кравчука як засобу аналізу даних для розпізнавання характеру пухлин.
У 2009 році у видавництві Шпрінгер вийшла книга «Advances in Neural Networks» (Досягнення в теорії нейронних мереж) з підсумками 6-го Міжнародного симпозіуму з нейронних мереж, що проходив у Китаї. Один із розділів під назвою «Image Analysis by Modified Krawtchouk Moments» (Аналіз зображень за допомогою моментів Кравчука) написаний групою китайських науковців.
У виданні «International Journal of Computer Science and Network Security», VOL.9 No.1, January 2009 (Міжнародний журнал з комп'ютерних наук та безпеки мереж) вміщено статтю під назвою «Krawtchouk Moment Feature Extraction for Neural Arabic Handwritten Words Recognition» (Виділення ознак моментами Кравчука з метою нейронного розпізнавання арабських рукописних слів), яку написали марокканські фахівці. Цікаво, що в переліку посилань знаходимо статтю Кравчука 1929 року, опубліковану в працях Сільськогосподарського інституту.
Уже згаданий вище Філіп Феінсілвер з університету Південного Іллінойсу та Рене Шотт (René Schott) з університету Анрі Пуанкаре-Нансі I у своїй праці 2009 року «On Krawtchouk Transforms» (Про перетворення Кравчука) досліджують питання, пов'язані із застосуванням перетворень Кравчука в теорії кодування. Виявляється, активне використання поліномів та перетворення Кравчука для потреб цієї теорії розпочалося ще в 70-х роках минулого століття (теореми Дельсарта та Мас Вілльямса).

## Вшанування пам'яті

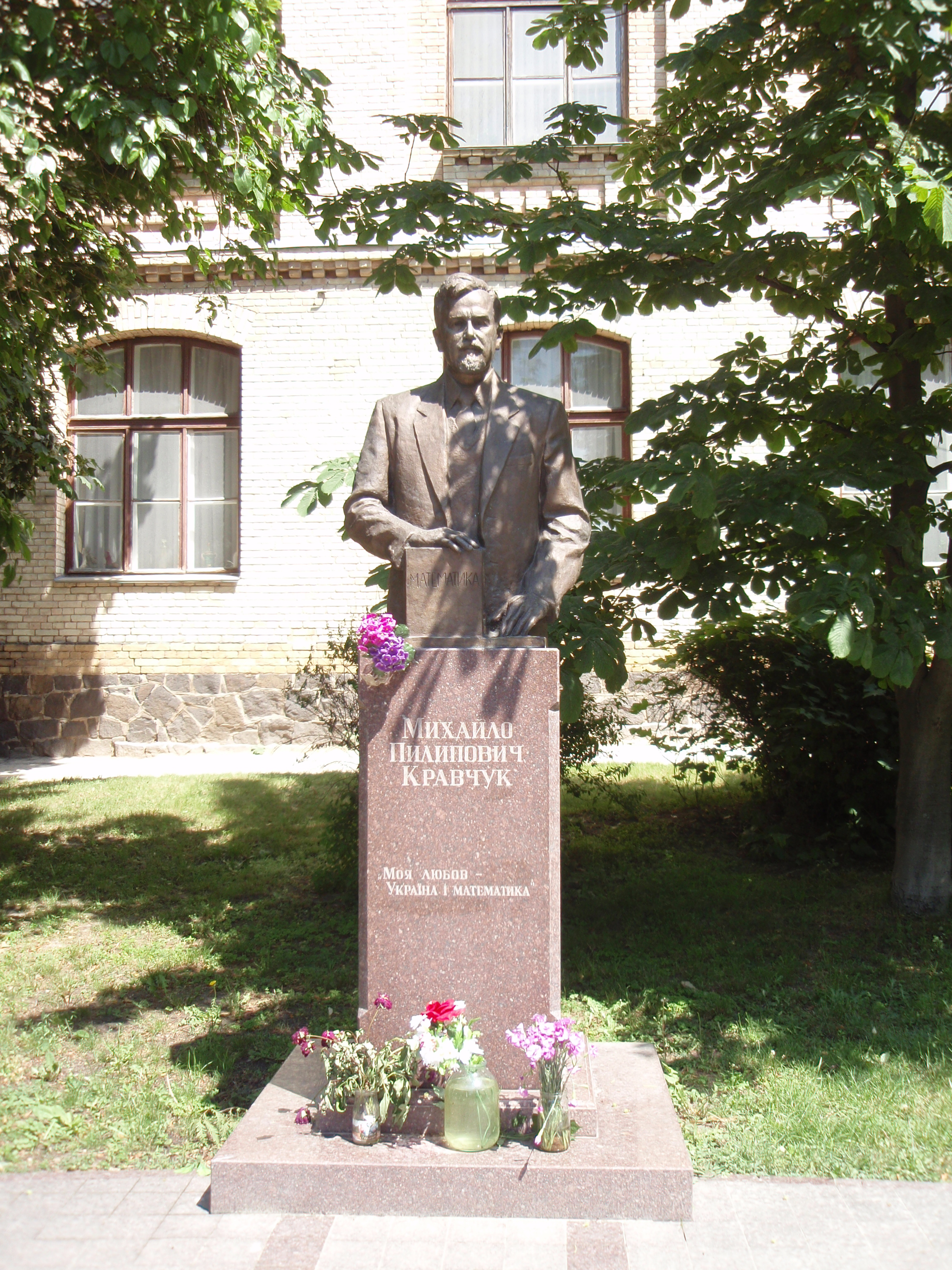
Пам'ятник Михайлу Кравчуку в Києві

- Лише перед 75-річчям від дня народження вченого (1967) почали з'являтися про нього публікації (перша книжка М. Сороки «Поет німого числа», нариси М. Чайковського, Б. Білого, Н. Вірченко. В. Добровольського та ін.), а пізніше — повісті М. Сороки «Михайло Кравчук» (1985), «Колимська теорема Кравчука» (1991) та ін.
- У 1992 р., за рішенням ЮНЕСКО, після довгих років забуття, наукова громадськість України та світу широко відзначили 100-річчя від дня народження видатного науковця. До ювілею в село Човниця проклали асфальтну дорогу.
- У 1992 р. в селі Човниця стараннями сім'ї Степана та Євгенії Лукашуків[14] відкрили кімнату-музей і встановили погруддя Михайла Кравчука. Але сесія Завітненської сільської ради у 2001 році ухвалила рішення про недоцільність будівництва музею на його батьківщині.
- З 1992 р. в НТУУ «КПІ» проводяться Міжнародні наукові конференції імені академіка Михайла Кравчука
- У Луцьку встановлено меморіальну дошку Михайлу Кравчуку на приміщенні колишньої гімназії, де навчався майбутній учений.
- 2002 року ім'я Михайла Кравчука внесено ЮНЕСКО до переліку найвидатніших людей світу[15].
- У 2003 році на території Політехнічного інституту в Києві, вперше в Україні, відкрито пам'ятник всесвітньо відомому математикові Михайлові Кравчуку з його словами «Моя любов це Україна і математика».

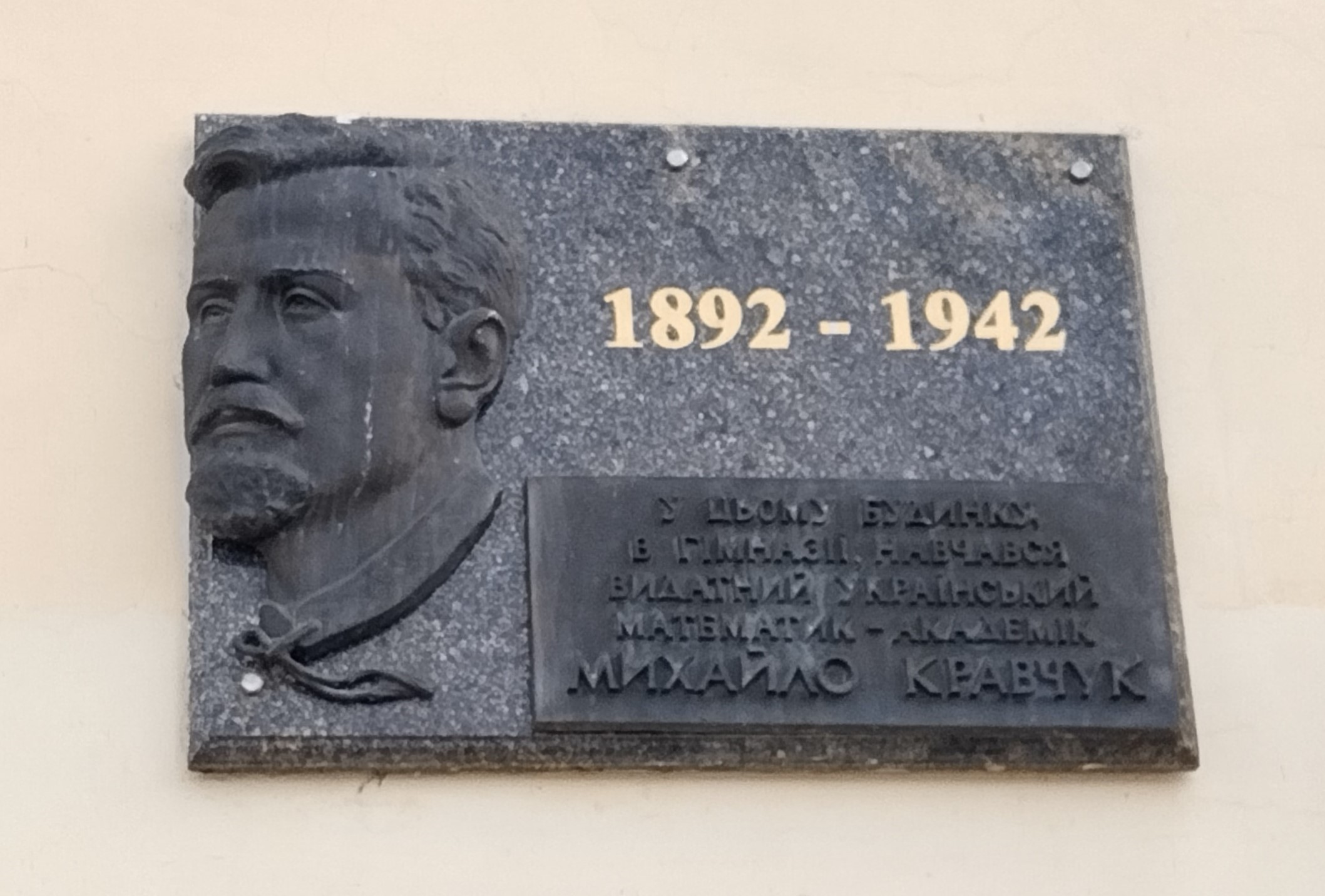
Меморіальна дошка Михайлу Кравчуку на пр. Волі, 2 в Луцьку

- Меморіальна дошка Михайлу Кравчуку на пр. Волі, 2 в ЛуцькуВидано три об'ємні книги М. Кравчука «Науково-популярні праці» (2003), «Вибрані математичні праці» (800 стор., 2002), «Розвиток математичних ідей Михайла Кравчука» («Development of the mathematical ideas of Mykhailo Kravchuk» (Krawtchouk) (850 стор., 2004).

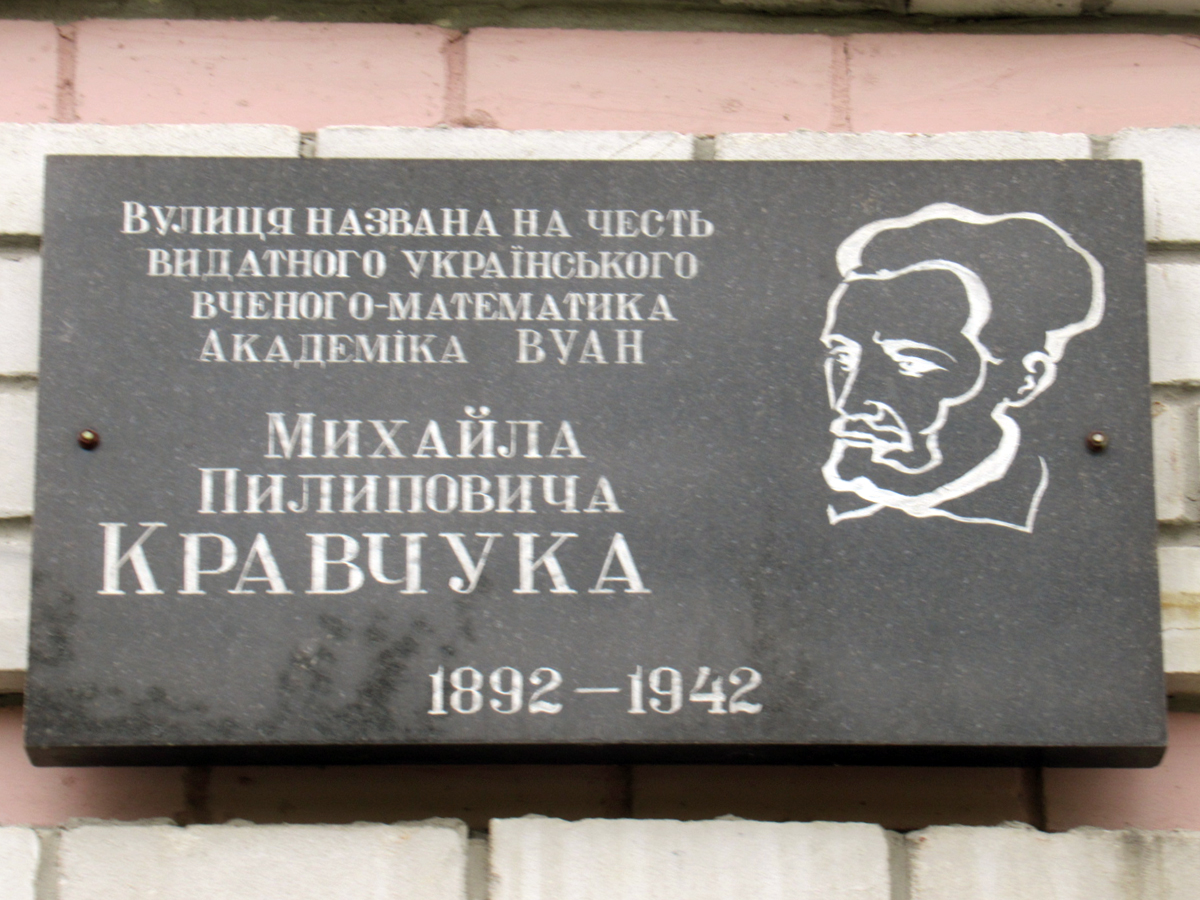
анотаційна дошка вулиці в Києві

- У 2009 році у Києві на Харківському житловому масиві одну з нових вулиць було названо на честь Михайла Кравчука.

- Луцька гімназія № 21 носить ім'я математика й розташована на вулиці академіка Кравчука. У 2012 році під час урочистостей, присвячених 110-річчю від дня народження, у ній було відкрито кімнату-музей видатного вченого.
- 11 січня 2012 року Верховна Рада України прийняла постанову про відзначення на державному рівні 120-річчя з Дня народження Михайла Кравчука[16].
- 20 вересня 2012 р. Національний банк України увів в обіг пам'ятну монету номіналом 2 гривні, присвячену М. П. Кравчуку.